# Nipponidion
Genre
Nipponidion est un genre d'araignées aranéomorphes de la famille des Theridiidae.

## Distribution
Les espèces de ce genre sont endémiques de l'archipel Nansei au Japon,.

## Liste des espèces
Selon World Spider Catalog (version 16.0, 11/05/2015) :
- Nipponidion okinawense Yoshida, 2001
- Nipponidion yaeyamense (Yoshida, 1993)

## Publication originale
- Yoshida, 2001 : A revision of the Japanese genera and species of the subfamily Theridiinae (Araneae: Theridiidae). Acta Arachnologica, vol. 50, p. 157-181 (texte intégral).